# 阿卜杜勒-马利克
阿卜杜勒-马利克·本·麦尔万·本·赫凯姆（羅馬化：ʿAbd al-Malik ibn Marwān ibn al-Ḥakam；644年7月或8月或647年6月或7月—705年10月9日），简称阿卜杜勒-马利克（或译作阿卜杜勒-麦立克），是倭马亚哈里发国的第五任哈里发，685年－705年在位。他属于第一批生下来就信仰伊斯兰教的阿拉伯人，早年在麦地那过着虔诚的生活。倭马亚哈里发穆阿维叶一世（661－680年在位）及他的父亲麦尔万一世（684－685年在位）时，他作为统治家族成员担任过一些军政职务，被父亲选定为继承人并和平继位。他继位时，第二次穆斯林内战尚未结束，倭马亚政权几乎瓦解，哈里发国为几股相互敌对的势力分裂，他父亲基本稳定了王朝对叙利亚和埃及的统治，而他则在二十年的统治内彻底平定动乱，并重新开始向外扩张。
继位后，阿卜杜勒-马利克首先于686年进攻伊拉克，遭遇惨败，于是他转而专注于对叙利亚，暂缓进攻他的主要敌人──以麦加为根据地，控制哈里发国大部的阿卜杜拉·本·祖拜尔。为了集中精力于国内，他于689年与卷土重来的東羅馬帝國签订了屈辱的条约。次年，他挫败了表兄阿什德格的政变密谋，691年，他平定了在贾兹拉叛乱的盖斯诸部落，把他们纳入自己的军队。692年末，他出兵夺回伊拉克，之后派大将哈查只·本·优素福攻打麦加，击杀祖拜尔，重新统一了哈里发国。平定内部后，他再次与东罗马帝国作战，进军安纳托利亚和亚美尼亚，在北非战场上，摧毁了迦太基，再次夺取凯鲁万，为698年进一步进攻北非西部及伊比利亚半岛做了准备。在帝国东部，哈查只被任命为伊拉克总督，在伊拉克和呼罗珊重建了哈里发的权威，702年，他镇压了哈瓦利吉派和阿拉伯部落贵族的叛乱。阿卜杜勒-马利克统治的最后几年中，国家和平繁荣，政府权势稳固。
与前几任哈里发不同，平定反对势力后，阿卜杜勒-马利克加强了中央集权的力度。他派忠诚的叙利亚阿拉伯人部队前往各省维持秩序，逐渐取代了不太可靠的各省阿拉伯驻军。他规定各省的税收盈余要上交大马士革政府，并废除了付给穆斯林老兵及其后代的传统津贴，规定只有现役士兵才能领取军饷。他还下令铸造金第纳尔以取代之前哈里发国沿用的东罗马、波斯货币，这种金币后来成为伊斯兰世界的通用货币；他还下令以阿拉伯语为行政语言，取代之前叙利亚行政机关通用的希腊语和伊拉克行政机关通用的波斯语，这些改革都影响深远。他幼年所受的伊斯兰教育、即位后与基督教势力的战争，以及穆斯林内部争夺领导权的斗争都影响了他，使他努力强化倭马亚政权的伊斯兰教色彩，为此，他在耶路撒冷修建了圆石清真寺，该寺是考古所能证明的第一座由穆斯林君主修建的宗教建筑，寺中也有最早的宣扬伊斯兰教与先知穆罕默德的铭文。阿卜杜勒-马利克的英明统治为他的儿子韦立德一世（705－715年在位）对外扩张奠定了良好基础，韦立德基本继承了父亲的政策，在他治下，倭马亚帝国达到极盛。阿卜杜勒-马利克的中央集权政府成为后世中世纪伊斯兰国家的楷模。

## 早年生活
阿卜杜勒-马利克出生在父亲麦尔万·本·哈卡姆的麦地那宅邸中，生于644年7月/8月或647年6月/7月。他的母亲名叫阿伊莎（A'isha），是穆阿维叶·本·穆吉雷之女。他的父母都属于倭马亚氏族，倭马亚氏族是古莱氏部落中权势最大，最富有的一支。伊斯兰教先知穆罕默德也属于古莱氏（哈希姆氏族），但因宣传伊斯兰教受倭马亚氏族迫害，630年，穆罕默德胜利接管麦加，倭马亚氏族也改信伊斯兰教，不久之后，古莱氏族人就开始主导穆斯林国家。阿卜杜勒-马利克属于塔比温，即第一代生下来就是穆斯林的人，在穆斯林的政治中心麦地那长大，伊斯兰史料称他是个虔诚且严谨的人。他对伊斯兰教义有浓厚的兴趣，可能还是个哈菲兹（能背诵整本《古兰经》的人）。
阿卜杜勒-马利克的父亲麦尔万在同属倭马亚氏族的哈里发奥斯曼（644-656年在位）手下担任高级助理。656年，年幼的阿卜杜勒-马利克目睹了奥斯曼在麦地那被刺杀的过程，学者A.A.狄克逊（Dixon）认为这件事对他造成了持久的影响，增强了他对麦地那市民的不信任感。六年之后，阿卜杜勒-马利克的远房堂叔，倭马亚哈里发国的缔造者穆阿维叶一世（661-680年在位）任命他指挥一支麦地那人组成的舰队，参加与東羅馬帝國的海战。之后他又回到麦地那城，在父亲手下工作，他父亲此时是麦地那底万（政府）的卡提布（秘书）。居住在希贾兹（汉志）的倭马亚族人都与在大马士革统治的穆阿维叶一世血缘较远，阿卜杜勒-马利克也是一样。在氏族中，穆阿维叶属于素福彦支系，阿卜杜勒-马利克则属于较大的阿卜杜勒-艾斯支系。683年，反对穆阿维叶一世之子耶齐德一世（680-683年在位）的叛乱在麦地那爆发，包括阿卜杜勒-马利克在内的倭马亚族人都被驱逐出城。此后，反对倭马亚政权的人在国家各地起事，第二次穆斯林内战开启。逃往大马士革途中，阿卜杜勒-马利克遇到了被耶齐德派往麦地那平叛的穆斯林·本·欧格白，告诉他麦地那的城防情况。官军在683年8月的赫雷战役中击败叛军，但该年晚些时候耶齐德突然去世，这支部队随即撤回叙利亚。
683-684年，耶齐德一世和他的儿子穆阿维叶二世（683-684年在位）相继死去，大马士革出现了一段时间的权力真空，倭马亚王朝的权威随之瓦解，大部分省份都宣布服从于占据麦加，自称哈里发的阿卜杜拉·本·祖拜尔。不过在叙利亚，以凯勒卜部落为代表的，在倭马亚政权下享有特权，把持军政职位且较早成立的诸部落仍愿维持倭马亚王朝。麦尔万和阿卜杜勒-马利克及其他家人此时已到了叙利亚，麦尔万与刚刚被驱逐的伊拉克总督、倭马亚王朝支持者乌拜杜拉·本·齐亚德结交。凯勒卜部落首领伊本·贝赫德尔随后在贾比耶召开大会，亲倭马亚的部落都参加，会上，齐亚德说服麦尔万站出来竞选哈里发。诸部落贵族于是就选麦尔万为倭马亚王朝的新哈里发，麦尔万的统治依赖于凯勒卜部落及其盟友，这些部落都宣称自己起源于南阿拉伯（也门），所以就被称为“也门”诸部落。它们权势上升，损害了穆阿维叶一世时期控制叙利亚北部和贾兹拉的盖斯诸部落的利益，于是后者转而支持祖拜尔。麦尔万率也门诸部落于684年的迈尔季·拉希特战役中击败盖斯军队，使得也门与盖斯两大部落集团之间的仇恨与对抗情绪进一步加深。同时代诗人阿布·塔马姆（845年去世）的诗歌中称，阿卜杜勒-马利克以宗教理由拒绝参加这场战斗。

## 统治

### 继位
阿卜杜勒-马利克是父亲哈里发麦尔万的亲密顾问，684年末哈里发出征埃及时，他留在大马士革管理政府事务。685年麦尔万返回后，在辛纳卜莱召开部落会议，任命阿卜杜勒-马利克为菲莱斯廷军事区（巴勒斯坦）长官，并指定他为自己的继承人，第二继承人则是另一个儿子阿卜杜勒-阿齐兹。这一决定违背了麦尔万之前在贾比耶与诸部落达成的继承安排：原本的决定是耶齐德一世之子哈立德·本·耶齐德将在麦尔万死后继位，再之后将由另一位倭马亚氏族成员，前麦地那总督阿什德格继位。为此，麦尔万让也门部落贵族们向阿卜杜勒-马利克作了拜阿赫（效忠誓言）。学者霍廷认为，阿卜杜勒-马利克是在相对缺少政治经验的情况下获得提名，另一位学者狄克逊（Dixon）有相反的观点，坚称阿卜杜勒-马利克是“因他的政治能力和对治国方略和行省关系的了解”而被选中，认为他自年轻时就“逐步担任了要职”。685年4月，麦尔万去世，在也门部落贵族的操办下，阿卜杜勒-马利克和平继位。9世纪史家赫利法·本·赫亚特称他是在耶路撒冷即哈里发之位的，学者阿米卡姆·埃拉德（Amikam Elad）认为这一说法应该可靠。
阿卜杜勒-马利克即位之时，他的亲人们掌握着国家的重要职位。他的兄弟穆罕默德负责镇压盖斯诸部落，另一个兄弟阿卜杜勒-阿齐兹则任埃及总督，一直做到他于705年去世。阿卜杜勒-马利克在位的头几年中，叙利亚的也门部落贵族，如伊本·贝赫德尔、雷乌赫·本·津巴·朱扎米等人掌握大权，雷乌赫更是担任着宰相（即后来阿拔斯王朝时的“维齐尔”）的要职。而且哈里发的警察卫队长官也总是由也门部落成员担任，此职先是归于耶齐德·本·阿比·凯卜舍·塞克塞基，后由凯阿卜·本·哈米德·安西（Ka'b ibn Hamid al-Ansi）出任。哈里发的赫雷斯（个人卫队）则依照传统，由麦瓦利（非阿拉伯裔穆斯林）组成，长官也由这类人担任。

### 早期挑战

此图表现了第二次内战时期的哈里发国（686年左右）。标红色地区由哈里发阿卜杜勒-马利克控制，绿色和蓝色地区由他的敌人穆赫塔尔·塞盖菲和阿卜杜拉·本·祖拜尔控制，黄色地区由哈瓦利吉派控制

阿卜杜勒-马利克即位时，倭马亚王朝仅能控制叙利亚与埃及，几大敌人都在挑战他的地位。哈里发国的大部分省份都由阿卜杜拉·本·祖拜尔控制，盖斯诸部落也在祖费尔·本·哈里斯·基拉比的带领下重整旗鼓，占据贾兹拉地区，并以幼发拉底河畔的重要堡垒，扼守叙利亚-伊拉克道路的盖尔吉西亚为基地反抗倭马亚政权。

#### 初攻伊拉克战败
阿卜杜勒-马利克的主要目标是重建倭马亚王朝对整个哈里发国的统治，征服全国最富裕的省份伊拉克更是重中之重。除经济因素外，倭马亚军队的主力，各阿拉伯部落成员多来自伊拉克。与伊拉克相反，埃及虽然是政府收入的主要来源，但阿拉伯人并不多，无法提供足够的士兵。倭马亚王朝因而需要优先进攻伊拉克以招揽阿拉伯部队；但哈里发此时所依靠的叙利亚军队仍分为也门与盖斯两大集团持续对峙，他的6千也门部落士兵只能确保叙利亚，难以收复整个哈里发国。于是扶持麦尔万支系上台的将领乌拜杜拉·本·齐亚德着手扩军，在诸部落，包括名义上属于盖斯系统的部落中大规模征兵。
早在阿卜杜勒-马利克之父麦尔万在位时，乌拜杜拉就已受命收复伊拉克。此时，伊拉克及其附属地区由两股势力控制：阿里派将领穆赫塔尔·塞盖菲控制着库法和伊拉克北部，祖拜尔的兄弟穆斯阿卜·本·祖拜尔以巴士拉为基地，控制着伊拉克南部。686年8月，乌拜杜拉率6万大军进攻伊拉克，在海济尔战役中被穆赫塔尔的部将易卜拉欣·本·艾什泰尔以一支人数少得多的部队打得惨败，乌拜杜拉和他手下许多将领都葬身战场。这次惨败迫使阿卜杜勒-马利克暂时收敛了夺取伊拉克的壮志，此后五年，他都没有再对伊拉克发动进攻。在此期间，穆斯阿卜击败并杀死穆赫塔尔，控制了整个伊拉克。
战败后，阿卜杜勒-马利克专注于叙利亚。盖斯-也门部落矛盾仍是个影响扩张的重要问题，比如之前进攻伊拉克的倭马亚军队中，盖斯部落将军乌迈尔·本·胡巴卜·苏莱米就率部在战斗中投降敌军。之后，乌迈尔又率军袭击贾兹拉地区信仰基督教的台格里卜部落，部落矛盾进一步激化，此前一直中立的泰格里卜部落决定支持也门部落和倭马亚王朝。689年，该部落在战斗中杀死乌迈尔，把他的头送给阿卜杜勒-马利克 。

#### 东罗马帝国攻击，689年和约
上次阿拉伯人进攻君士坦丁堡（674-678年）失败后，东罗马帝国军队在两国边界——北叙利亚关隘地带一直处于攻势。679年，双方签订了为期三十年的和平条约，规定倭马亚王朝自占领的东罗马海岸要塞撤军，且每年向东罗马进贡3千枚金币、50匹马和50名奴隶。皇帝君士坦丁四世（668-685年在位）还趁穆斯林爆发内战，向倭马亚王朝索要领土，并要求增加年贡。685年，皇帝率军来到奇里乞亚的摩普绥提阿城，计划攻击已被信仰基督教的马代特人搅得一片混乱的叙利亚。阿卜杜勒-马利克的政权此时仍十分不稳，于是他与东罗马签订了新和约，每天献给东罗马1千枚金币 、1匹马和1名奴隶。

关隘地带 (阿拉伯帝国)（Al-ʿAwāṣim）地图（7-10世纪），标出了双方的主要要塞

查士丁尼二世（685-695年及705-711年在位）时期，东罗马帝国在边界地区更加活跃，但不能确定其军队是像9世纪穆斯林史家拜拉祖里记载的那样直接进攻穆斯林，还是利用马代特人打击敌手：这一时期，马代特人劫掠叙利亚各地，向南到达黎巴嫩山和加利利高地。688年，劫掠暂时结束，东罗马帝国趁机短暂夺回安条克。此时倭马亚军队刚在伊拉克战败，军力衰弱，使东罗马帝国在689年签订的新条约中大大获利：据9世纪东罗马史家宣信者狄奥法内斯记载，此次规定的贡赋与685年的相同，且规定东罗马帝国和倭马亚王朝共管塞浦路斯、亚美尼亚和高加索伊比利亚（今格鲁吉亚），这些地区的税收将由两国共享；作为交换，东罗马帝国将会安排马代特人在本方领土定居。12世纪用叙利亚语写作的编年史家叙利亚的米海尔则称亚美尼亚和阿德哈尔拜詹（Adharbayjan，即伊朗阿塞拜疆）都直接被割给东罗马帝国。实际上，阿德哈尔拜詹此时并不在倭马亚王朝手里，这一割让可能是给了东罗马人打败当地支持祖拜尔的部队，然后占领该地的权利。这样安排对双方都有利，阿卜杜勒-马利克的敌人将被削弱，北部疆界将得到巩固；东罗马帝国可以获取领土，还能削弱穆斯林内战中势力较盛的一方。1.2万名马代特人此后在东罗马领土上定居，但也有许多人留在原地，直到哈里发韦立德一世（705-715年在位）时，他们才屈服于倭马亚王朝。在此之前，他们不断袭扰倭马亚军队的补给线，使得后者必须时刻做好战斗准备以抵御可能的袭击。
东罗马帝国的这一系列反攻是被早期穆斯林征服打败的诸国第一次挑战穆斯林的势力。此外，马代特人的叛乱使阿卜杜勒-马利克和他的继承者们认识到，他们已不能指望此前一直安分守己的，在本地人口占多数的叙利亚基督徒继续默默服从统治。学者哈立德·叶海亚·布兰金希普认为689年的条约对穆斯林来说“负担沉重且十分屈辱”，并推测阿卜杜勒-马利克用以维持军队、支付贡金的财富来自素福彦支系在累年战争中积累的财富和埃及上缴的税款。

#### 阿什德格叛乱，平定盖斯诸部落
689/690年，阿卜杜勒-马利克利用与东罗马帝国签约后的较好形势，亲自率军进攻伊拉克的祖拜尔势力，但他的表兄阿什德格与其支持者趁此机会夺取大马士革，哈里发只能半途折返。阿什德格认为，阿卜杜勒-马利克的继位违背了哈里发麦尔万在贾比耶与诸部落首领达成的约定，那次协商规定阿什德格将是麦尔万的第二继承人。回军的阿卜杜勒-马利克包围大马士革城16天，承诺如果阿什德格投降，可以保证他的人身安全，还会在政治上做出让步。阿什德格同意了这些条件并投降，但哈里发不相信他会放弃野心，遂亲自将他处决。
祖费尔·本·哈里斯·基拉比统率的盖斯诸部落此时仍然扼守盖尔吉西亚要塞。此前，倭马亚大将乌拜杜拉·本·齐亚德曾于685/686年征伐他们；哈里发属下的希姆斯军事区（霍姆斯）长官阿班·本·韦立德·本·乌格贝也曾于689/690年发动进攻，但都没有成功，盖斯军队仍是哈里发军队进攻伊拉克的障碍。为了报复倭马亚王朝的杀戮，祖费尔也加强进攻，贾兹拉地区与哈里发结盟的部落损失惨重。691年夏天，阿卜杜勒-马利克亲自率军围攻盖尔吉西亚，最终双方达成协议，祖费尔和他手下的盖斯部落加入倭马亚王朝一方，换取在宫廷和军队中的特权地位。叙利亚军队因盖斯部落的加入而实力增强，倭马亚王朝也重建了对贾兹拉的统治。阿卜杜勒-马利克统治初年也门诸部落，尤其是凯勒卜部落掌握军事的局面也被打破。但此后，历任倭马亚哈里发又不得不面对平衡盖斯部落和也门诸部落两大集团在宫廷和军队中的利益的难题。

### 击败祖拜尔

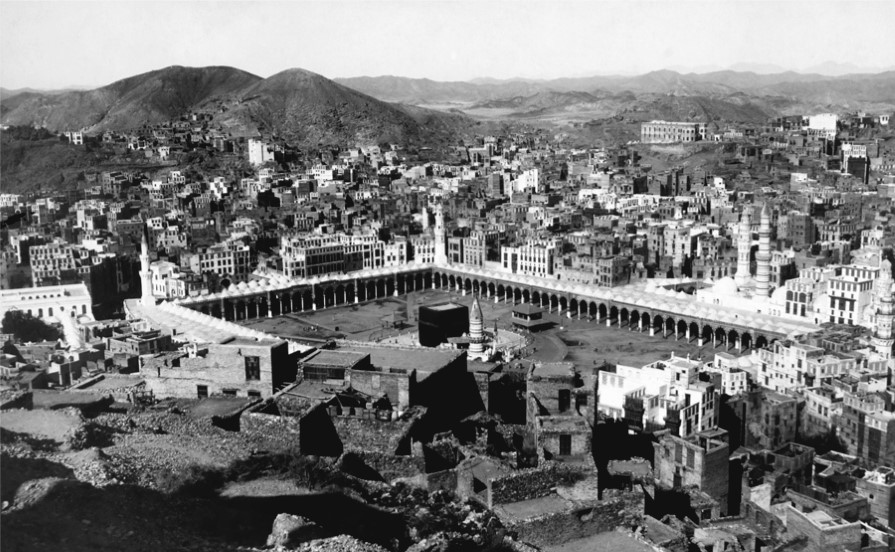
1917年拍摄的克尔白天房。692年，阿卜杜拉·本·祖拜尔在最后的战斗中就是在此被倭马亚王朝大将哈查只·本·优素福率军击杀

叙利亚和贾兹拉局势稳定后，阿卜杜勒-马利克可以专心征服伊拉克。此时，控制伊拉克的穆斯阿卜·本·祖拜尔忙于与哈瓦利吉派及库法、巴士拉心怀不满的部落成员作战，阿卜杜勒-马利克秘密地与不满的阿拉伯贵族联系，争取了他们的支持。因此，691年哈里发派去进攻伊拉克的叙利亚部队实际已近乎不战而胜。这支部队由倭马亚族人率领，哈里发的兄弟穆罕默德指挥先锋部队，前哈里发耶齐德一世之子阿卜杜拉和哈立德分别指挥左、右翼。许多叙利亚（阿拉伯人）贵族怀疑此计划是否可行，劝阿卜杜勒-马利克不要亲临战场，但他没有听从贵族的意见，自己担任全军最高统帅，随后在杜杰勒运河畔的迈斯金（Maskin）遭遇穆斯阿卜的大军。战斗中，穆斯阿卜的大部分军队都拒绝参战，许多库法士兵不满于他之前屠杀支持穆赫塔尔的库法人游击部队的行为；雪上加霜的是，穆斯阿卜的大将易卜拉欣·本·艾什泰尔在战斗的开始阶段就被敌军杀死。穆斯阿卜拒绝了阿卜杜勒-马利克开出的诱降条件（可以让他继续统治伊拉克，或是前往他所愿意前往的省份任总督），最终战死。
获胜后，阿卜杜勒-马利克接受了库法贵族的效忠，任命了哈里发国东部省份的总督。之后，他派遣2千叙利亚军队前往进攻祖拜尔的老巢希贾兹。日后将身居高位，成为哈里发的左膀右臂的哈查只·本·优素福受命指挥这支部队。哈查只在麦加以东的塔伊夫驻扎几个月，在阿拉法特平原数次与祖拜尔的支持者作战。阿卜杜勒-马利克派麦瓦利（新改信的非阿拉伯穆斯林）将领塔里格·本·阿慕尔率军前去支援，这支援军又在行军途中攻取麦地那。692年3月哈查只展开了对麦加的围攻，期间还用投射器直接攻击了神圣的克尔白天房。1万名效忠祖拜尔的士兵，包括他的儿子在内，向敌军投降且被赦免，但祖拜尔和他的亲信仍坚守克尔白天房，当年9月/10月，祖拜尔战死，内战自此结束，阿卜杜勒-马利克统一了整个哈里发国。哈里发的宫廷诗人，基督徒艾赫泰勒在祖拜尔死前或死后不久，为他创作一首颂诗：

献给一位天赋异禀，不会让我们失望的男人，受真主护佑取胜的男人，让他长久欢庆自己的胜利吧！
他冲入战场纵深，显示得宠的吉兆，真主的哈里发，人们通过他向上天祈雨。
他的灵魂向他耳语意图，他就坚定地将其执行，他的勇气与谨慎，好比两把利刃。
他是公共福祉的代表，一旦做出保证，无物能诱他背弃诺言。
——艾赫泰勒（640-708）《部落已经离散》（Khaffat al-qaṭīnu）

获得军事胜利后，阿卜杜勒-马利克寻求与希贾兹的精英人物，包括祖拜尔的后裔与阿里的后裔达成和解，他们属古来氏部落且与倭马亚氏族为敌。鉴于倭马亚氏族的成员都已在683年逃出希贾兹，他选择古来氏部落的另一个分支——迈赫祖姆氏族为双方的中介。不过他仍对这些前敌人抱有戒心，通过历任麦地那总督严密监视他们的行动。第一任麦地那总督是哈查只，他同时还被任命为也门与叶麻麦的总督，并负责管理693年和694年的朝觐队伍。尽管哈查只确保了希贾兹的和平，但其严酷的统治风格使当地人怨声载道，阿卜杜勒-马利克可能也是因此而把他调走。但阿卜杜勒-马利克在位时的最后一位麦地那总督，哈里发的岳父、迈赫祖姆氏族成员希沙姆·本·伊斯玛仪·迈赫祖米（701-706年在任）仍以虐待麦地那市民而闻名。

### 巩固伊拉克和东部
伊拉克自7世纪30年代被征服以来，局势一直动荡不安，尽管阿卜杜勒-马利克在军事上获胜，管理这一省份对他来说仍是个挑战。他首先撤走了叙利亚部队，安排伊拉克军队自己在巴士拉驻防，以抵御哈瓦利吉派的袭击。学者吉布认为，当时大多数伊拉克军人已经“厌倦了（与哈瓦利吉派的）战斗”，“（战事）对他们来说无甚利益，只有艰难与损失”。库法驻军尤其这样认为，因为他们已习惯了富裕舒适的城市生活，实际上，此前的伊拉克统治者们都面临着库法驻军不愿在离家太远的地方长期作战的问题。一开始，阿卜杜勒-马利克任命他的兄弟比什尔为库法总督，另一位亲戚哈立德·本·阿卜杜拉为巴士拉总督，之后哈立德被撤职，巴士拉也由比什尔管理。这二位总督都能力有限，不过692/693年，伊拉克军队还是在叶麻麦击败奈杰德·本·埃米尔·哈乃斐统率的哈瓦利吉军队。不过盘踞波斯的艾扎里盖派信徒（哈瓦利吉派的一支）更难对付，694年比什尔死后，伊拉克军队自波斯拉姆霍尔木兹撤回。 
阿卜杜勒-马利克任用族人统治伊拉克的政策显然不太成功，694年，他任命哈查只·本·优素福为伊拉克总督。库法与巴士拉合并为一个由哈查只统治的省份，他一上任就表明自己要加强统治力度。他派曾在祖拜尔手下任职，长期与哈瓦利吉派作战的将领穆赫莱卜·本·艾比·苏弗拉·艾兹迪前去进攻艾扎里盖派，697年将其消灭。但舍比卜·本·耶齐德·谢巴尼此时又在伊拉克的心脏地带发动哈瓦利吉派叛乱，攻下麦达因城，围攻库法。厌战的伊拉克军人不愿，也无力对抗叛军，哈查只向阿卜杜勒-马利克求援，后者派素福彦·本·艾卜莱德·凯勒比率叙利亚部队前去支援。这支更有纪律的军队于697年初打败叛军，杀死舍比卜，698年，哈瓦利吉派的叛乱最终被平定。阿卜杜勒-马利克此时又把锡斯坦和呼罗珊交给哈查只统治，使他俨然成为半个哈里发国的长官。哈查只任命穆赫莱卜管理呼罗珊，702年后者死后又命其子耶齐德·本·穆赫莱卜继任。穆赫莱卜在其任期内重新开始了对河中地区的进攻，不过至阿卜杜勒-马利克去世时，还没有太大成果。
哈查只上任伊拉克总督后，立即威胁要处死所有拒绝与哈瓦利吉派作战的伊拉克人，为了削减开支，他把伊拉克军队的军饷降得比叙利亚军队更低。学者休·肯尼迪表示，哈查只“简直是在逼迫伊拉克人叛乱，以借机打垮他们”。699年，哈查只命令伊本·阿什阿斯率伊拉克驻军（muqātila）远征扎布利斯坦，他们与哈查只的矛盾达到顶点。伊本·阿什阿斯和他手下的部将都十分富有，是伊拉克的上层贵族，哈查只不断地命令与斥责他们，远征本身也很艰难，使得他们十分愤怒。行军至锡斯坦时，伊本·阿什阿斯与他的部下发动叛乱，701年，在伊朗舒什塔尔击败哈查只的部队，不久后进入库法。哈查只退到巴士拉，依靠自己所属的塞吉夫部落以及叙利亚军队的力量防守，这些力量不足以对付团结在伊本·阿什阿斯之下的伊拉克部队。阿卜杜勒-马利克对此感到震惊，决定将伊拉克部队的军饷提到与叙利亚部队同一水平，并将哈查只撤职，以伊本·阿什阿斯代之。但阿什阿斯遵从手下的意愿，拒绝接受这一提议，之后哈查只主动出击，当年4月，在髑髅修道院战役中击败叛军。大部分伊拉克人在得到大赦保证后就投降了，伊本·阿什阿斯和他的追随者逃到扎布利斯坦，几年后死去。
叛乱失败后，伊拉克的部族驻军（muqātila）不再成为一支真正的军事力量，伊拉克此后由由叙利亚军队掌控。阿卜杜勒-马利克和哈查只运用训练有素的叙利亚部队进行弹压，再加上内部纷争，使得伊拉克人夺回权力的努力归于失败。为了预防叛乱，哈查只在库法与巴士拉这两个伊拉克驻军中心之间的瓦西特设立一支永久性的叙利亚驻军，并在全省范围内实行更严酷的行政统治。此后叙利亚军队成为伊拉克的统治阶级，本地的贵族、宗教学者和麦瓦利实际上成为他们的臣民。农业发达的萨瓦德地区（美索不达米亚南部）所缴税款原本归伊拉克军队所有，现在则上交给大马士革的哈里发国库，以支付叙利亚军队在伊拉克的薪饷，这一改变反映了哈里发加强中央集权的努力。

### 与东罗马帝国再次作战
689年的倭马亚-东罗马和约规定停战十年，但692年阿卜杜勒-马利克战胜祖拜尔后，战争再次爆发。这次的冲突由皇帝查士丁尼二世挑起，他拒绝接受哈里发用自己铸造的金币（见下文）取代拜占庭铸造的诺米斯马金币缴纳年贡。这一战争借口仅见于东罗马史家宣信者狄奥法内斯的记载，其年代上的矛盾使得一些学者并不相信这种说法。狄奥法内斯和后来的叙利亚史料也记载了另一种战争理由：查士丁尼二世想要独占当初规定由两国共管的塞浦路斯，并把其人口迁到小亚细亚西北部的基齐库斯。鉴于先前的条约给了东罗马帝国巨大的好处，东罗马史家与一些当代学者都批评了查士丁尼二世的行动。不过学者拉尔夫-约翰内斯·莉莉（Ralph-Johannes Lilie）指出，查士丁尼二世可能认为阿卜杜勒-马利克在内战取胜后必然会撕毁条约，因此决定在后者进一步稳定国家前先发制人。
倭马亚军队在692年的塞巴斯托波利斯战役中击败东罗马军，693/694年，又成功防御了东罗马军队对安条克的攻击。之后的几年中，阿卜杜勒-马利克派兄弟穆罕默德、儿子韦立德、阿卜杜拉、麦斯莱麦等人率军多次进攻安纳托利亚和亚美尼亚，为日后的扩张奠定了基础；此后倭马亚王朝对东罗马帝国的进攻此后不断加强，直到717-718年第二次围攻君士坦丁堡失败。695年，军事的失败成为查士丁尼二世被推翻的重要原因，希拉克略王朝就此告终，东罗马帝国进入长达二十多年的混乱期，皇位在政变中易手七次，大大方便了阿拉伯人的进攻。698/699年，提比略三世皇帝（698-705年在位）与哈里发达成协议， 双方允许被查士丁尼二世迁移及被阿拉伯人驱赶至叙利亚的塞浦路斯人返回故乡。从700年开始，哈里发的兄弟穆罕默德数次进攻亚美尼亚并将其征服，703年亚美尼亚人起义，东罗马派兵支援但被穆罕默德击败，后者于705年处死起义领袖，彻底镇压了起义。结果亚美尼亚、高加索阿尔巴尼亚、高加索伊比利亚都被并入哈里发国，成为阿尔米尼亚省。
在北非，东罗马帝国与柏柏尔人联合，在682年维斯克拉战役中击杀哈里发国在易弗里基叶的总督欧格白·本·纳菲，夺回除埃及外的北非地区。688年，阿卜杜勒-马利克派欧格白的副手祖海尔·本·盖斯前去夺回失地。阿拉伯军一开始取胜，在玛玛战役中击杀柏柏尔人首领库萨伊拉，但后者的余部将阿拉伯军逼退至昔兰尼加的巴尔卡城，这是东罗马海军又发起突袭，祖海尔毙命。695年，哈里发又派哈萨尼·本·努阿曼率4万大军进攻北非，他攻陷了东罗马帝国控制的凯鲁万、迦太基与比塞大三城，但皇帝利昂提奥斯（695-698年在位）于696/697年派遣一支海军夺回了迦太基。不久后东罗马部队被击退，698年，哈萨尼率军攻占并摧毁了迦太基， 学者休·肯尼迪认为此战标志着“罗马帝国在北非的统治不可挽回的终结”。凯鲁万城成了穆斯林发动进一步征服的基地，突尼斯城在哈里发的命令下建立，城中还建起了兵工厂，以建设一支强大的阿拉伯舰队。哈萨尼继续率军攻击柏柏尔人，在698-703年之间的某个时间杀死了他们的领袖，女王卡西奈。之后，哈里发的兄弟，埃及总督阿卜杜勒-阿齐兹解除了哈萨尼的职务，代以穆萨·本·努赛尔，后者在阿卜杜勒-马利克之子韦立德一世时完成了对北非西部和伊比利亚半岛的征服。

### 晚年
一般认为阿卜杜勒-马利克统治的最后几年中国内和平、权力稳固，几种史料都证明了这一点。盖斯和也门这两大部落集团之间持续的仇恨也在他统治的最后几年中有所缓解。学者狄克逊（Dixon）认为，这要归功于阿卜杜勒-马利克成功地“将部落观念引向与国家利益相符的方向，因而一举两得地减少了暴力冲突”。他想让长子韦立德继位，但当初他的父亲指定的第二继承人是他的兄弟，埃及总督阿卜杜勒-阿齐兹，后者拒绝在继承上让步，但他在705年5月死去，潜在的冲突得以避免，阿卜杜勒-马利克改任自己的儿子阿卜杜拉为埃及总督。哈里发自己则在705年10月9日死去，穆斯林史家艾斯玛仪（828年去世）称他是死于“少女瘟疫”，一场源自巴士拉的年轻女性，后传播到整个伊拉克和叙利亚的瘟疫，他被埋在大马士革的水槽门外。

## 内政

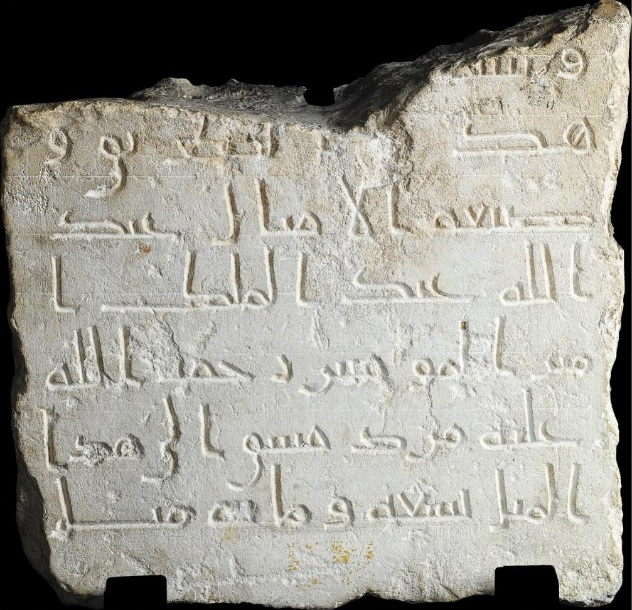
发现于杰里科附近汉-哈斯鲁拉（Khan al-Hathrura）的里程碑，是在阿卜杜勒-马利克整修道路时制作的

打赢内战后，阿卜杜勒-马利克开始了影响深远的改革，试图巩固倭马亚家族对哈里发国的统治。穆阿维叶一世死后倭马亚政权的迅速崩溃使他明白，分散的家族力量是不足依靠、不可持续的。学者布兰金希普指出，虽然他打败了国内敌对势力，但国内外还有许多威胁倭马亚家族的因素，这要求他要将其统治进一步“合法化”。他用中央集权来以对抗困扰哈里发政权的部落观念；用加强伊斯兰化来应对内战爆发以来东罗马-基督教势力的复兴，回应伊斯兰宗教界对倭马亚王朝的批评。他所建立的中央集权政府成为之后中世纪穆斯林政权的模范。H·肯尼迪认为，阿卜杜勒-马利克的“中央集权、官僚化的帝国……在许多方面都取得了重大成就”，但整个伊斯兰共同体内部的政治、经济、社会差异也在他统治时得以发展，“对后来的倭马亚统治者们来说是份难以处理的遗产”。
威尔豪森认为，阿卜杜勒-马利克的政府显得“明显更加技术化、等级化”，但还没有达到后来阿拔斯王朝的程度。与素福彦支系随心所欲的统治风格相反，阿卜杜勒-马利克严格控制手下官员，与他们保持合规的互动。他终止了各省保留其税收的大部分的做法，令其把大部分税款交到大马士革的哈里发金库。他支持哈查只向伊拉克的麦瓦利（新改信伊斯兰教者，非阿拉伯裔穆斯林）征收吉兹亚（异教税）的政策，尽管这违背了只向非穆斯林征收异教税的传统，他还命令阿卜杜勒-阿齐兹在埃及执行这一政策，但后者据称无视这一命令。他可能还设立了几个高级职务，穆斯林传统说法认为，邮政部（barīd）是他建立的，这一部门除邮政外，还负责及时向哈里发通报国内各地的情况。他还整修了自大马士革到巴勒斯坦，以及联系耶路撒冷及其东西腹地的道路，考古发现的七座里程碑为这一事业提供了证明，其中最早的一座建于692年5月，最晚的一座建于704年9月。筑路工程是阿卜杜勒-马利克加强中央集权的措施之一，巴勒斯坦因处于叙利亚与埃及之间的关键位置及耶路撒冷的宗教意义而受特别重视。

### 发行伊斯兰货币、行政系统阿拉伯化改革

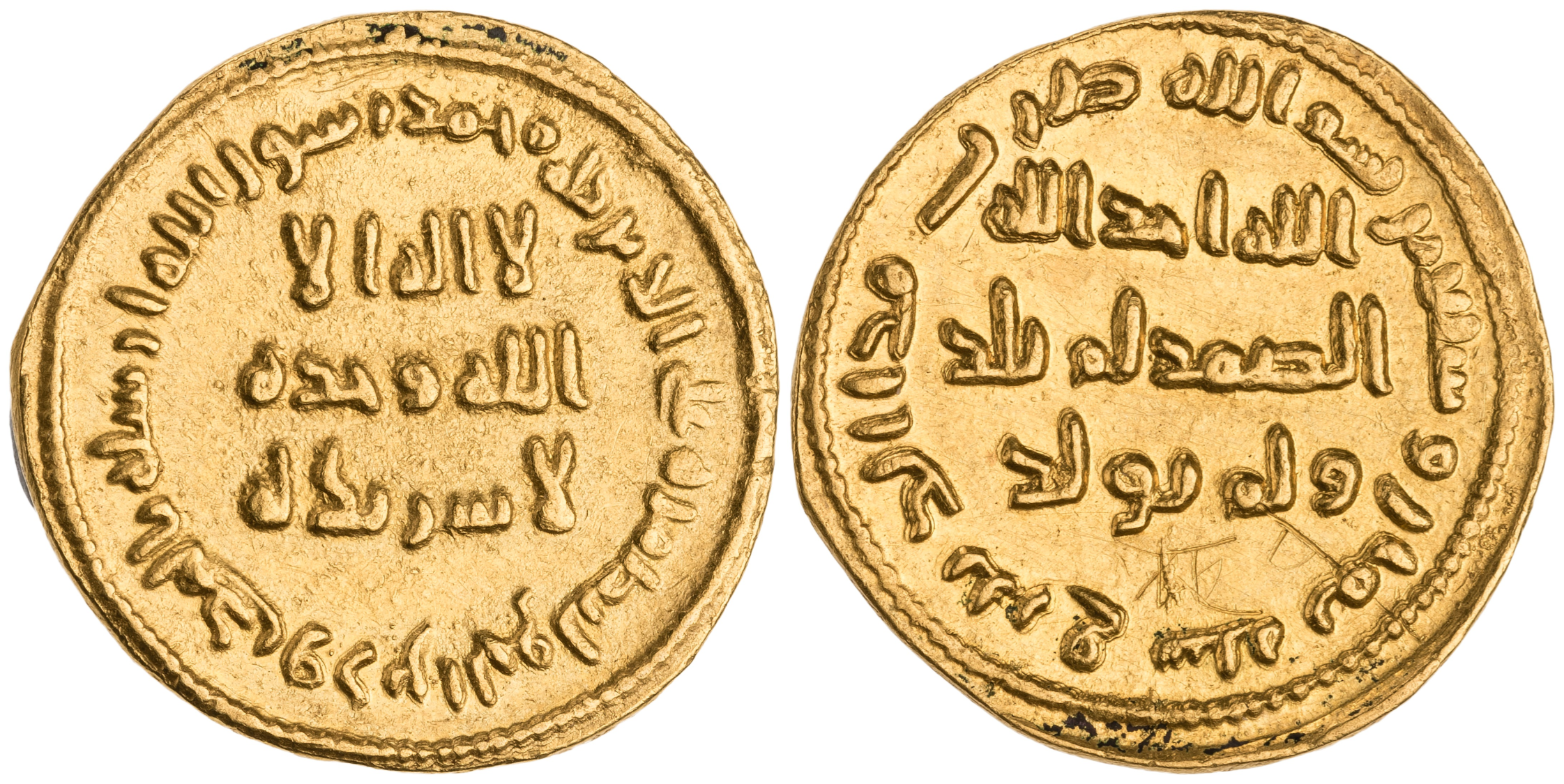
697/698年，大马士革铸造的金第纳尔。693年，阿卜杜勒-马利克下令铸造伊斯兰教自己的货币，其上一开始有哈里发的肖像，后被去除，代以宗教宣言

铸造伊斯兰货币是阿卜杜勒-马利克加强中央集权与伊斯兰化的重要举措。693年，他下令铸造伊斯兰教自己的金币——第纳尔，以取代原本使用的东罗马帝国金币。在此之前，埃及和叙利亚的铸币厂停止铸造东罗马的金币索利都斯，可能是由于东罗马帝国自691/692年开始在金币上添加耶稣肖像，违反了伊斯兰教的偶像崇拜禁令。一开始铸造的第纳尔仍有哈里发的肖像，称其为穆斯林社群的精神领袖、最高指挥官，事实证明，这种图案也为穆斯林官方所接受；到696或697年，无图像的金币取代了原来的金币，上面刻有《古兰经》中的句子或其他宗教宣言。698/699年，哈里发国在东部原萨珊波斯地区铸造的银币迪拉姆也发生了同样的变化，去除了原本保留的萨珊君主肖像，但这种新银币仍保留了不少萨珊风格。

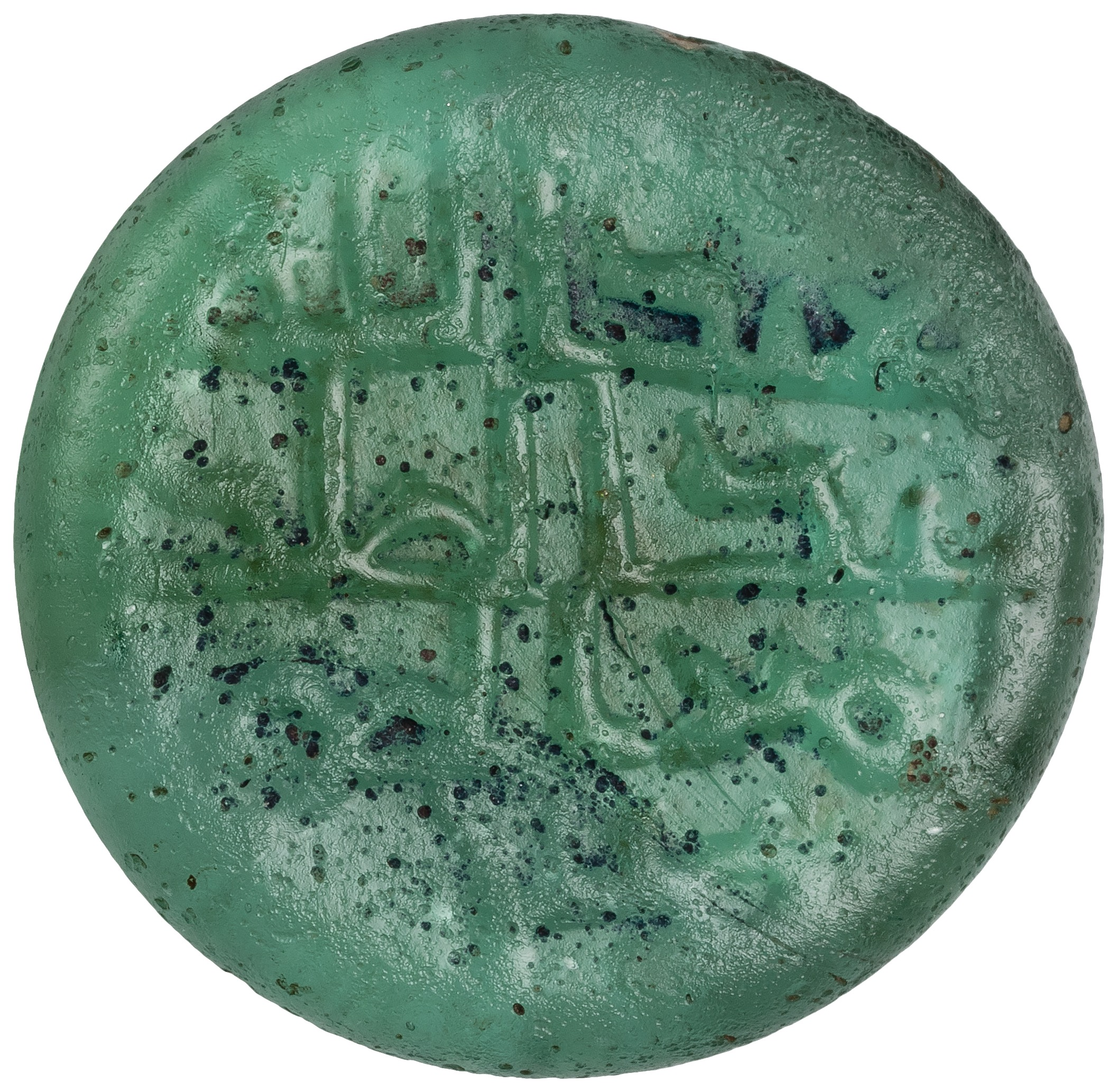
一块玻璃硬币砝码，制造于大马士革，上有铭文，意为“真主之仆，阿卜杜勒-马利克，信士们的长官”

700年左右，阿卜杜勒-马利克命令原本使用希腊语的叙利亚底万（政府）改用阿拉伯语，书记苏莱曼·本·萨阿德·库舍尼负责实现这一过渡；三年前，哈查只已在波斯的底万进行了这种改革，用阿拉伯语取代了波斯语。但虽然工作语言改变，那些母语为希腊语或波斯语，同时又精通阿拉伯语的官僚们仍得以留任。货币与行政系统的阿拉伯化可谓是阿卜杜勒-马利克所进行的最具意义的改革，阿拉伯语最终成为整个倭马亚哈里发国唯一的官方语言，呼罗珊等边远的省份也于8世纪40年代完成了这种转变。学者吉布认为，这一改革是“整顿、统一各省份互不相同的税收制度的第一步，也是迈向更明确的穆斯林统治的一大步”。 布兰金希普认为，这些伊斯兰化政策带有“倭马亚王朝过往政策所缺少的意识形态和计划性色彩”。与改革同时，阿卜杜勒-马利克还向东罗马帝国出口写有希腊语版清真言的莎草纸，试图传播伊斯兰教，进一步显示了阿拉伯-东罗马斗争扩展到意识形态领域。
阿卜杜勒-马利克本人和他政策的主要执行者，伊拉克与东部的总督哈查只的生活经历可能对他们的伊斯兰化改革有所影响——二人都属于第一批生下来就信仰伊斯兰教的阿拉伯人，都在伊斯兰教神学与律法的中心——希贾兹度过前半生，当地人只讲阿拉伯语，行政官员都是阿拉伯穆斯林；未来的哈里发和总督熟悉这种体制，而对分别把持叙利亚和波斯政府的阿拉米裔、希腊裔基督徒与波斯裔祆教徒感到陌生。素福彦支系时期的哈里发、伊拉克总督的情况则大不一样，他们中的老一辈在青年时期就进入叙利亚与波斯，其子孙对新到阿拉伯人的了解，不超过对叙利亚、波斯人的了解。
在个人信仰方面，威尔豪森指出，阿卜杜勒-马利克初期小心翼翼，以免“像耶齐德一世那样毫不顾忌”地触怒虔诚的民众，但从他即位那天起，就不顾他所受的宗教教育和早期的虔诚生活，“只考虑政治需要，甚至让克尔白天房面临被毁的危险”。狄克逊（Dixon）对此表示怀疑，认为那些以不同方式指责阿卜杜勒-马利克的“吝啬、奸诈、嗜血”的阿拔斯时代穆斯林史家，是出于对他个人的敌意才渲染他即位后的转变和他对虔诚的抛弃。但狄克逊也承认，阿卜杜勒-马利克显然会置政治需要于早年的虔诚信仰之前。

### 重组军队
与之前的哈里发相比，阿卜杜勒-马利克偏爱真正有组织的军队，而非松散的以部落为基础的军队。因此，那些仅凭部落地位或与哈里发的私人关系就身居高位的阿拉伯贵族逐渐被按资历提升的职业军人取代。由于中世纪的穆斯林史家提及军队组成时继续用部落的名称，如穆达尔（Mudar）、莱比阿（Rabi'a）、盖斯、也门等等，这种变化一定程度上被掩盖了。学者霍廷指出，这种称呼指的并不是早期构成阿拉伯军队的“武装起来的部落”，而是军队中的一个个集团，这些集团的成员往往属于同一个部落，但也不是绝对的。另外，阿卜杜勒-马利克还组建了一支以柏柏尔人为主的私人部队，以第一任指挥官，麦瓦利韦达（al-Waddah）的名字命名为“韦达希叶（al-Waḍḍāḥiya）”，后来麦尔万二世时，这支部队发挥了重要作用。
阿卜杜勒-马利克还把忠诚的叙利亚部队部署到全国各地以维持秩序，这相当程度上损害了伊拉克部落贵族的利益，他们在伊本·阿什阿斯领导下起兵反抗中央政府，这进一步表明，他们不太可能很好地为哈里发维护中央政府在伊拉克及东部省份的利益。这场叛乱结束之后，叙利亚军队在军队中占了首要位置。 为了维持这种局面，哈里发还彻底改革了军饷体制：军饷将只向现役军人发放。哈里发欧麦尔（634-644年在位）开创的向参加早期穆斯林征服的退伍老兵及其子孙发放津贴的制度被抛弃了。伊拉克贵族们视领取津贴为自己的传统权力，但总督哈查只视之为束缚国家经济、行政力量的累赘，阻碍他与哈里发奖励忠于自己的军队，于是希贾兹居民、甚至古来氏（穆罕默德、倭马亚氏族等所属的部落）成员都失去了津贴。就这样，阿卜杜勒-马利克建立了一支以税收为军饷来源的正规军队。但过于依赖叙利亚军队也有不利的一面，至希沙姆（723-743年在位）时期，哈里发面临多线作战，被迫将叙利亚部队分散到多个孤立、且大多距叙利亚极远的战场。与敌国作战使得叙利亚军队损失惨重、日渐疲惫，且军队内部的派系对立也日益严重，削弱了倭马亚王朝的力量，成为倭马亚王朝倒台的重要因素。

### 修建圆石清真寺

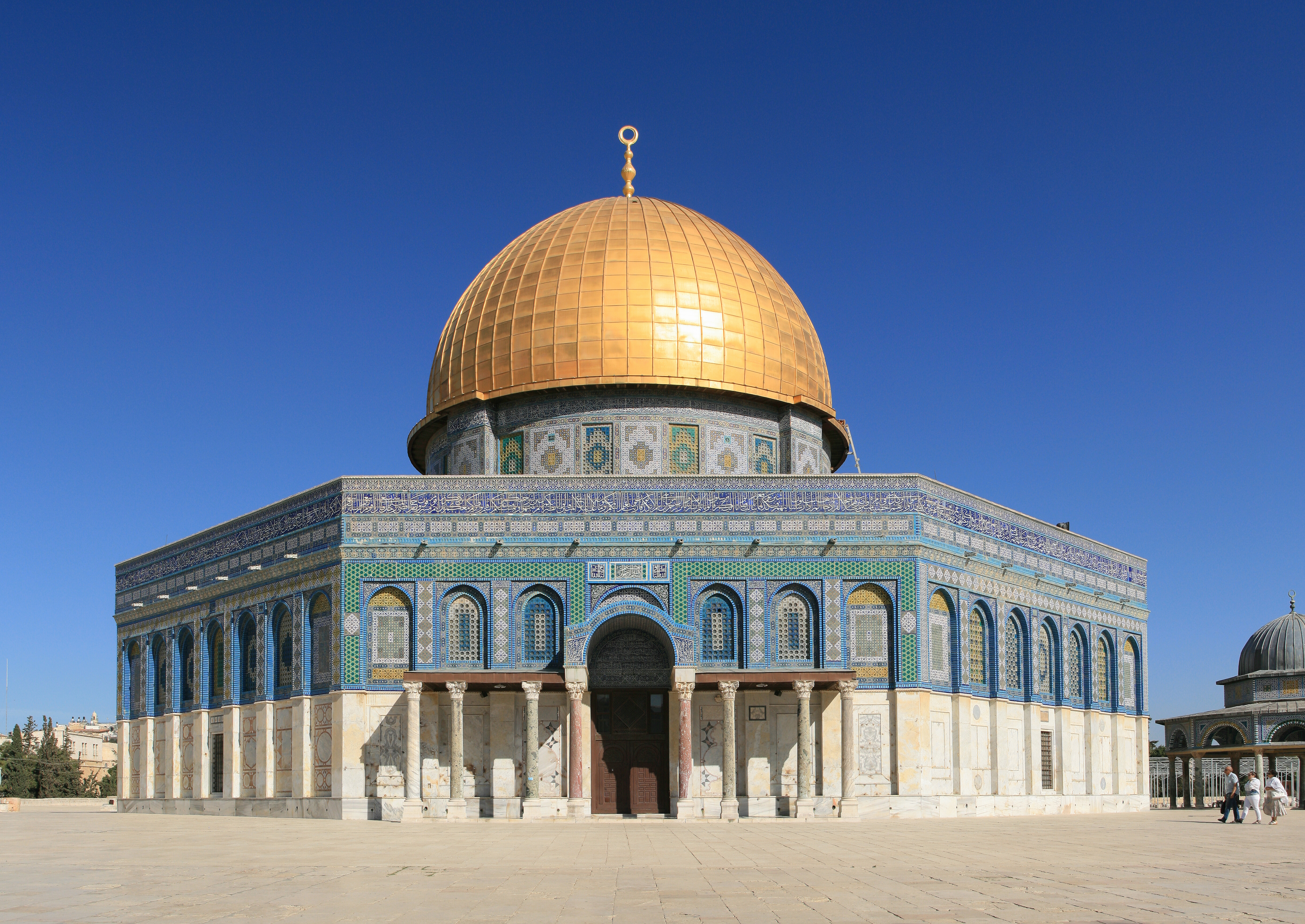
2015年的圆石清真寺，阿卜杜勒-马利克下令修建该寺，691/692年建成

685/686年或688年，阿卜杜勒-马利克开启了在耶路撒冷建造圆石清真寺的计划。其落成题词中提到了691/692年，许多学者认同这就是其修建完成的年份。这座清真寺是考古所能证明的第一座由穆斯林君主修建的宗教建筑，寺中有最早的宣扬伊斯兰教与先知穆罕默德的文字。这成了伊斯兰建筑的一大里程碑，提及穆罕默德成为了之后的伊斯兰建筑的共同特征。学者奥列格·格拉巴尔认为，圆石清真寺“无论是作为艺术品还是文化与信仰的记录（来说）”，“从几乎每个方面来说，都是伊斯兰文化的独特纪念碑“。

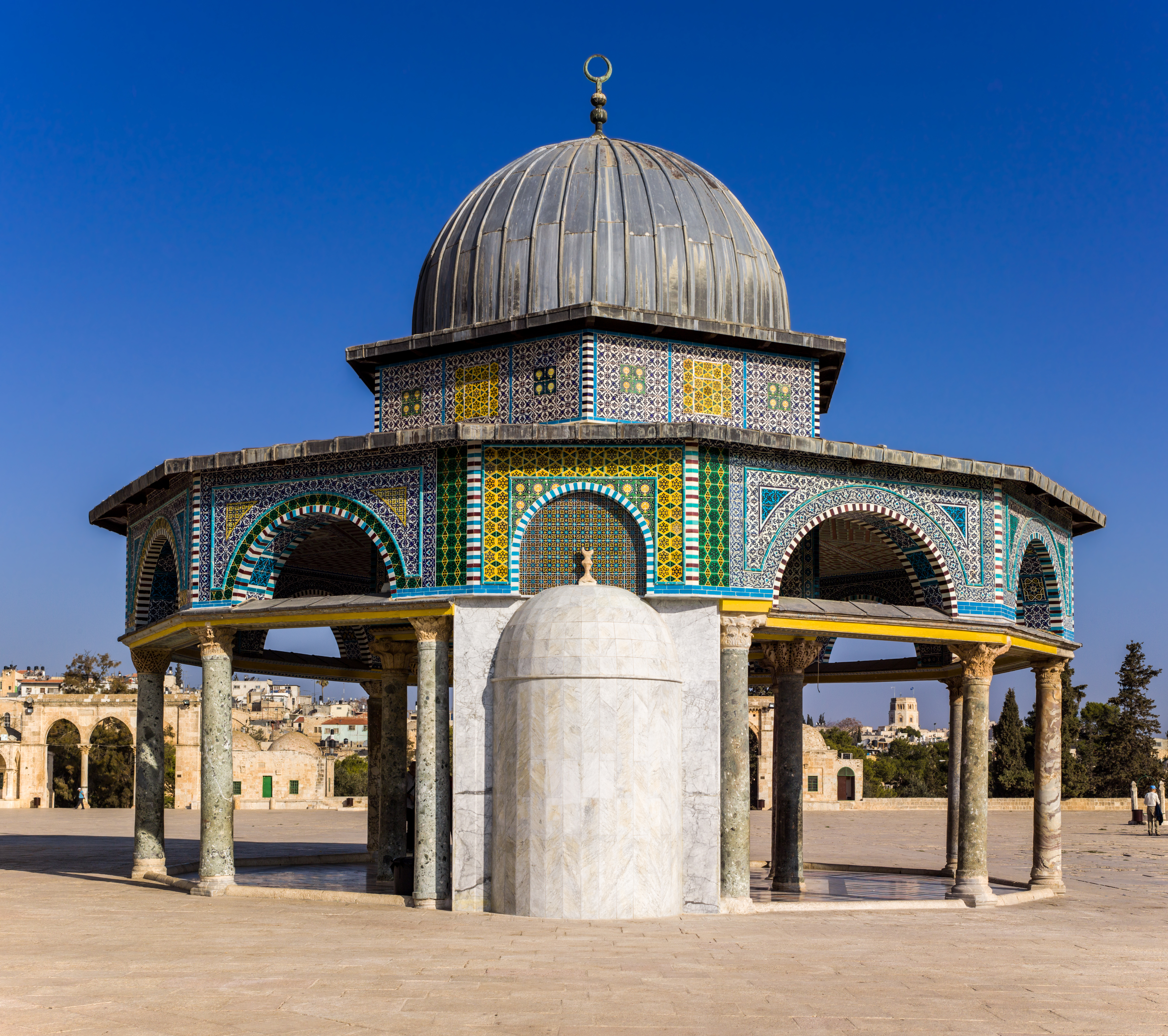
圆石清真寺旁的链圆顶（2013年拍摄），同样由阿卜杜勒-马利克下令修建

关于阿卜杜勒-马利克修建该寺的动机，中世纪史料给出了几种说法。修建该寺时，倭马亚王朝一方面正与信仰基督教的东罗马帝国及与之结盟的基督教叙利亚人交战，另一方面也在与控制着伊斯兰教两圣地的祖拜尔交战。因此一种解释认为，阿卜杜勒-马利克想将该寺变成战胜基督教的信仰纪念碑，并展现伊斯兰教与在耶路撒冷扎根的另外两种亚伯拉罕宗教——犹太教和基督教的不同。另一种解释认为，阿卜杜勒-马利克当时与祖拜尔交战正酣，因此想要以修建该寺来转移穆斯林对麦加的克尔白天房的注意，因为在麦加，祖拜尔会向前来朝觐的穆斯林宣扬倭马亚王朝的罪恶。一些当代学者怀疑第二种说法，认为这种说法是污蔑倭马亚王朝的政治宣传，认为阿卜杜勒-马利克不太可能尝试改变穆斯林朝觐克尔白的神圣要求；也有学者认为这种说法难以被完全否定。最后一种解释将圣殿山（伊斯兰教称Haram al-Sharif，崇高的圣地）的伊斯兰建筑群（圆石、链圆顶）解释为宣扬伊斯兰教义的场景，展现先知穆罕默德将在复活日的审判中扮演说情人的角色，这些建筑各有象征：链圆顶象征末日审判的法庭，圆石清真寺象征着死者将进入的天堂。
阿卜杜勒-马利克的儿子们在许多地方修建了不少建筑，但他已知的建造活动仅限于耶路撒冷。他在圆石清真寺旁修建了链圆顶，扩建圣殿山，以囊括在圆石清真寺之下的“基石”，并修建两座城门（可能是仁慈门和先知门）。东罗马史家狄奥法内斯记载（可能引自叙利亚-巴勒斯坦地区的默基特派原始记载），阿卜杜勒-马利克想要用客西马尼园（基督教圣地）的柱子重建克尔白天房，但他手下的基督徒财务主管塞尔均·本·曼苏尔（大马士革的约翰之父）和另一位名叫帕特里基欧斯（Patrikios）的基督教领袖设法劝止了哈里发，还说服东罗马皇帝查士丁尼二世为此工程提供了一批柱子。

## 影响与评价

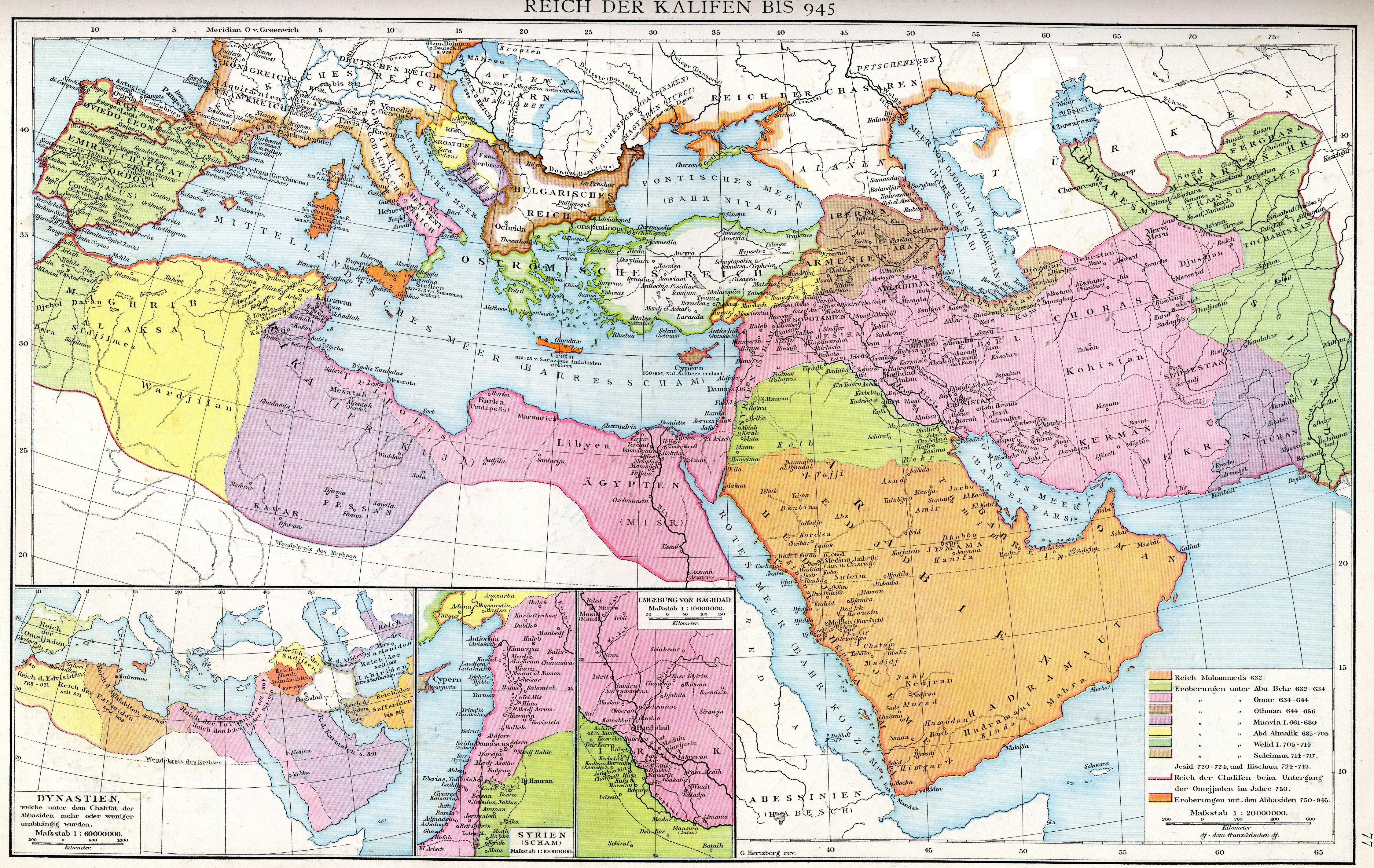
表现哈里发国领土扩张的地图，阿卜杜勒-马利克在位时，图中黄色标识的地区（北非、安纳托利亚）被阿拉伯人占领

学者尤利乌斯·威尔豪森认为阿卜杜勒-马利克是倭马亚王朝“最受尊敬（celebrated）”的哈里发。休·肯尼迪称：“他的统治带来了一段来之不易的成功时期”。9世纪穆斯林史家叶耳孤比称他“勇敢、精明而睿智，但有点吝啬”。他的长子韦立德一世（705-715年在位）延续的父亲的政策，使倭马亚王朝的势力达到顶峰。阿卜杜勒-马利克重新统一哈里发国，压制了国内的不稳定因素并进行行政改革，为韦立德一世时期大幅扩张领土奠定了基础。韦立德之后，他的另外三个儿子也曾担任哈里发：苏莱曼（715-717年在位）、耶齐德二世（720-724年在位）和希沙姆（724-743年在位），717-720年则是阿卜杜勒-阿齐兹的儿子欧麦尔二世在位。除欧麦尔二世和麦尔万二世（744-750年在位）之外，阿卜杜勒-马利克之后继位的哈里发都是他的直系后代，因此穆斯林史料会称他为“众王之父”，西班牙的后倭马亚王朝的诸埃米尔和哈里发也是他的直系后代。为他作传的学者蔡斯·F·罗宾逊评论道：“为早期伊斯兰社会带来王朝世袭制度的是穆阿维叶一世，但将其落到实处的是阿卜杜勒-马利克”。

## 家族与生活

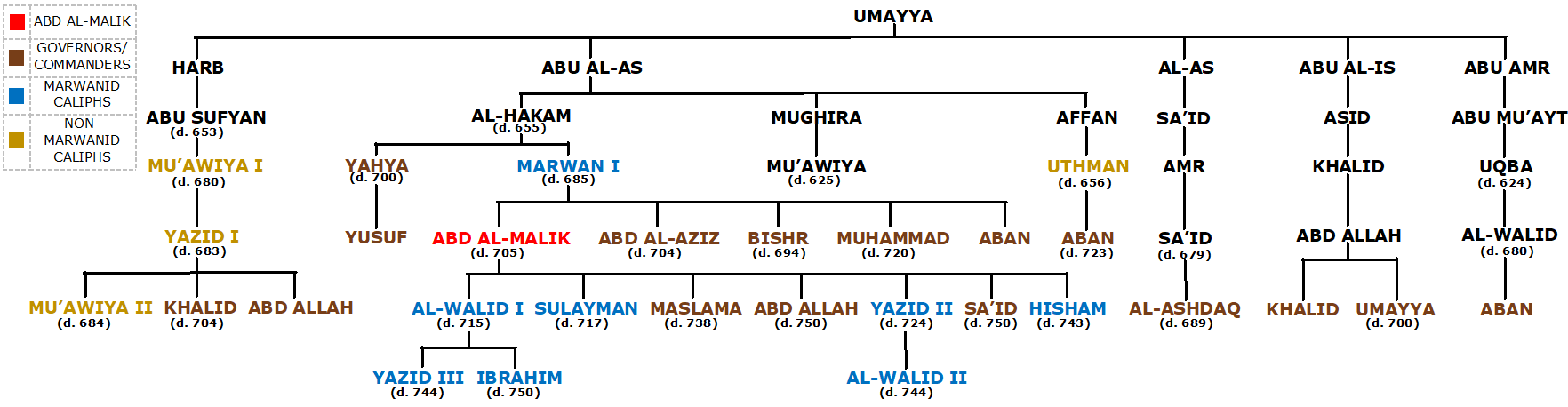
倭马亚王朝家谱，阿卜杜勒-马利克的四个儿子、三个孙子成为哈里发

阿卜杜勒-马利克倾向重用家族成员，让他们把持关键职位，倭马亚王朝此前还没有哈里发做到这种程度：这种做法最盛时，几乎所有省份的总督和叙利亚各行政区的长官都由他的兄弟或儿子担任。同样，呆在大马士革宫廷的倭马亚氏族成员也远比之前要多，这是因为大部分族人都在内战爆发后，于683年自麦地那逃到大马士革。他还通过婚姻亲近之前三位哈里发所属的倭马亚氏族素福彦支系，并授予他们官职：如耶齐德一世之子哈立德就曾任军、政高官，并与哈里发的女儿阿伊莎（A'isha）结婚。阿卜杜勒-马利克还娶了哈立德的姐妹阿蒂凯，她成为哈里发最喜爱、最有权势的妻子。
阿卜杜勒-马利克与几位妻子及若干乌姆·韦莱德（奴隶妃子）生有子女。具体如下：
- 韦拉德·宾特·阿拔斯·本·杰兹厄·阿卜西耶（Wallāda bint al-ʿAbbās ibn al-Jazʾ al-ʿAbsīyya），艾卜斯部落（英语：Banu Abs）首领祖海尔·本·杰齐迈（英语：Zuhayr ibn Jadhima）的第四代后裔[162]。生有韦立德一世、苏莱曼一世、大麦尔万（英语：Marwan ibn Abd al-Malik）三个儿子以及女儿阿伊莎（ʿĀʾisha）[162]。
- 阿蒂凯·宾特·耶齐德（英语：Atikah bint Yazid），前哈里发耶齐德一世之女。生有耶齐德二世、小麦尔万（Marwān al-Aṣghar）、穆阿维叶（Muʿāwiya）三个儿子以及女儿乌姆·库苏姆（Umm Kulthūm）[161][162]。
- 阿伊莎·宾特·希沙姆·本·易斯马仪·迈赫祖米耶（ʿĀʾisha bint Hishām ibn Ismāʿīl al-Makhzūmīyya），后离婚[163]，出身古莱氏部落迈赫祖姆氏族（英语：Banu Makhzum），生有希沙姆一子[162]。
- 乌姆·穆吉雷·宾特·穆吉雷·本·哈立德（Umm al-Mughīra bint al-Mughīra ibn Khālid），同样出身古莱氏部落迈赫祖姆氏族，前伊斯兰时代古莱氏领袖希沙姆·本·穆吉雷（英语：Hisham ibn al-Mughirah）的第四代后裔，生有一女法蒂玛（Fāṭima），后嫁给哈里发欧麦尔二世[162][164]。
- 乌姆·埃尤卜·宾特·阿慕尔·本·奥斯曼·本·阿凡（Umm Ayyūb bint ʿAmr ibn ʿUthmān ibn ʿAffān），哈里发奥斯曼的孙女，生有一子赫凯姆（Al-Ḥakam）[162][165]。中世纪的一些阿拉伯系谱学者认为赫凯姆幼年夭折，但当时的一些诗歌暗示他活到了成年期[166]。
- 阿伊莎·宾特·穆萨·本·泰勒海·本·乌拜杜拉（ʿĀʾisha bint Mūsā ibn Ṭalḥa ibn ʿUbayd Allāh），著名圣伴泰勒海·本·乌拜杜拉的孙女，生有一子贝克卡尔（Bakkār），又名阿布·伯克尔（Abū Bakr）[162][167]。
- 乌姆·艾比哈·宾特·阿卜杜拉·本·杰费尔·本·阿比·塔里卜（Umm Abīhā bint ʿAbd Allāh ibn Jaʿfar ibn Abī Ṭālib），后离婚，贾法尔·本·塔里卜（英语：Ja'far ibn Abi Talib）的孙女，无子女[162][168][169]。
- 舍格拉·宾特·塞莱麦·本·赫贝斯·泰伊耶（Shaqrāʾ bint Salama ibn Ḥalbas al-Ṭāʿīyya），出身泰伊部落（英语：Banu Tayy），无子女[162]。

另外，阿卜杜拉、麦斯莱麦、赛义德、蒙齐尔（Al-Mundhir）、安巴萨（ʿAnbasa）、穆罕默德、哈查只（Al-Ḥajjāj）这七个儿子是阿卜杜勒-马利克与奴隶妃子所生，其中最后一位以哈查只·本·优素福的名字命名。穆斯林史家叶耳孤比记载，阿卜杜勒-马利克的儿子中有十四个比他活得更久。
阿卜杜勒-马利克在位时主要住在大马士革，同时也会按季节前往附近地区小住。冬季他一般呆在大马士革，或是位于太巴列湖湖畔的辛纳卜莱；之后他会前往位于戈兰高地的贾比耶或代尔·穆兰村，后者是个修道院村庄，坐落卡松山山坡，可以俯瞰大马士革古塔地带的果园；他通常会在三月份返回大马士革，盛夏时节到贝卡谷地的巴勒贝克避暑，早秋再返回。

## 引用
1. ↑  Crone & Hinds 1986，第11頁.
2. ↑  Marsham 2018，第7–8頁.
3. ↑  Anjum 2012，第47頁.
4. ↑  Crone & Hinds 1986，第7–8頁.
5. ↑  Marsham 2018，第7頁.
6. ↑  Hoyland 2007，第594頁.
7. ↑  Hoyland 2007，第593–596頁.
8. 1 2 3 4 5 6 7 8 9 10 11  Kennedy 2016，第80頁.
9. 1 2  Dixon 1971，第15頁.
10. ↑  Dixon 1971，15页注释1–2.
11. 1 2 3 4 5 6 7 8 9 10 11 12 13 14 15 16 17  Gibb 1960，第76頁.
12. 1 2  Ahmed 2010，第111頁.
13. ↑  Della Vida 2000，第838頁.
14. ↑  Donner 1981，第77–78頁.
15. 1 2  Dixon 1971，第20頁.
16. 1 2 3  Wellhausen 1927，第215頁.
17. ↑  Dixon 1971，第16頁.
18. 1 2  Dixon 1971，第17頁.
19. 1 2  Jankowiak 2013，第264頁.
20. ↑  Jankowiak 2013，第273頁.
21. 1 2  Kennedy 2016，第78–79頁.
22. ↑  Hawting 2000，第48頁.
23. 1 2 3 4  Kennedy 2016，第79頁.
24. 1 2 3  Dixon 1971，第21頁.
25. 1 2  Dixon 1971，第18頁.
26. ↑  Mayer 1952，第185頁.
27. ↑  Crone 1980，第100, 125頁.
28. 1 2  Elad 1999，第24頁.
29. 1 2  Hawting 2000，第59頁.
30. ↑  Hawting 2000，第58–59頁.
31. 1 2 3 4  Wellhausen 1927，第222頁.
32. ↑  Hawting 1995，第466頁.
33. 1 2 3 4 5  Kennedy 2001，第35頁.
34. 1 2 3  Biesterfeldt & Günther 2018，第986頁.
35. ↑  Crone 1980，第163頁.
36. 1 2 3 4 5  Kennedy 2016，第81頁.
37. ↑  Streck 1978，第654–655頁.
38. 1 2 3 4  Kennedy 2001，第32頁.
39. ↑  Kennedy 2016，第80–81頁.
40. ↑  Bosworth 1991，第622頁.
41. 1 2 3 4 5 6 7  Kennedy 2001，第33頁.
42. ↑  Wellhausen 1927，第204頁.
43. 1 2 3 4 5 6 7 8  Blankinship 1994，第28頁.
44. ↑  Lilie 1976，第81–82頁.
45. ↑  Eger 2015，第295–296頁.
46. ↑  Lilie 1976，第101–102頁.
47. ↑  Lilie 1976，第102頁.
48. ↑  Eger 2015，第296頁.
49. ↑  Lilie 1976，第102–103頁.
50. ↑  Lilie 1976，第103–106, 109頁.
51. ↑  Lilie 1976，106–107页注释13.
52. ↑  Blankinship 1994，第27–28頁.
53. 1 2  Dixon 1971，第125頁.
54. ↑  Hawting 2000，第58-59頁.
55. ↑  Dixon 1971，第92–93頁.
56. ↑  Dixon 1971，第102頁.
57. 1 2 3 4  Kennedy 2016，第84頁.
58. ↑  Dixon 1971，第93頁.
59. ↑  Kennedy 2016，第86–87頁.
60. 1 2 3 4 5 6 7 8 9 10  Kennedy 2016，第87頁.
61. ↑  Fishbein 1990，第181頁.
62. ↑  Wellhausen 1927，第195–196頁.
63. ↑  Dixon 1971，第133–134頁.
64. ↑  Wellhausen 1927，第197頁.
65. ↑  Wellhausen 1927，第420頁.
66. ↑  Wellhausen 1927，第421頁.
67. 1 2 3 4 5 6  Dietrich 1971，第40頁.
68. ↑  Wellhausen 1927，第197–198頁.
69. ↑  Wellhausen 1927，第198頁.
70. 1 2 3  Wellhausen 1927，第199頁.
71. ↑  Wellhausen 1927，第200頁.
72. ↑  Dixon 1971，第140頁.
73. ↑  Stetkevych 2016，第129, 136–137, 141頁.
74. 1 2 3  Ahmed 2010，第152頁.
75. 1 2  Wellhausen 1927，第227頁.
76. 1 2 3  Hawting 2000，第58頁.
77. ↑  Wellhausen 1927，第229頁.
78. 1 2 3 4 5 6 7 8 9 10 11 12 13 14 15 16 17 18 19 20 21 22  Gibb 1960，第77頁.
79. ↑  Wellhausen 1927，第228–229頁.
80. ↑  Kennedy 2001，第33–34頁.
81. 1 2 3  Wellhausen 1927，第231頁.
82. 1 2 3 4 5 6  Kennedy 2016，第89頁.
83. ↑  季羡林 2000，第955-956頁
84. 1 2 3 4 5 6 7 8 9 10  Kennedy 2016，第88頁.
85. 1 2 3 4  Kennedy 2001，第34頁.
86. 1 2 3 4 5 6  Kennedy 2016，第85頁.
87. ↑  Mango & Scott 1997，第509頁.
88. 1 2  Mango & Scott 1997，510页注释1.
89. ↑  Ditten 1993，第308–314頁.
90. ↑  Lilie 1976，第107–110頁.
91. ↑  Lilie 1976，第110–112頁.
92. ↑  Lilie 1976，第112–116頁.
93. ↑  Blankinship 1994，第31頁.
94. ↑  Lilie 1976，第140頁.
95. 1 2  PmbZ，'Abd al-Malik (#18/corr.).
96. ↑  Ditten 1993，第314–317頁.
97. ↑  Blankinship 1994，第107頁.
98. ↑  Ter-Ghewondyan 1976，第20–21頁.
99. ↑  Lilie 1976，第113–115頁.
100. ↑  Kaegi 2010，第13–14頁.
101. 1 2 3 4 5  Kaegi 2010，第14頁.
102. 1 2 3 4  Talbi 1971，第271頁.
103. ↑  Kennedy 2007，第217頁.
104. ↑  Lévi-Provençal 1993，第643頁.
105. 1 2  Dixon 1971，第120頁.
106. ↑  Dixon 1971，第96–98頁.
107. ↑  Dixon 1971，第103–104頁.
108. ↑  Dixon 1971，第96–98, 103–104頁.
109. ↑  Becker 1960，第42頁.
110. 1 2  Hinds 1990，第125–126頁.
111. ↑  Conrad 1981，第55頁.
112. 1 2 3 4 5 6 7  Hawting 2000，第62頁.
113. ↑  Blankinship 1994，第78頁.
114. ↑  Kennedy 2016，第90頁.
115. ↑  Wellhausen 1927，第220–221頁.
116. ↑  Wellhausen 1927，第221頁.
117. ↑  Kennedy 2016，第72, 76, 85頁.
118. ↑  Crone 1994，14页注释63.
119. ↑  Hawting 2000，第64頁.
120. ↑  Sharon 2004，第95頁.
121. ↑  Elad 1999，第26頁.
122. ↑  Bacharach 2010，第7頁.
123. ↑  Sharon 2004，第94–96頁.
124. ↑  Cytryn-Silverman 2007，第609–610頁.
125. ↑  Sharon 1966，第370–372頁.
126. ↑  Sharon 2004，第96頁.
127. 1 2 3  Blankinship 1994，第28, 94頁.
128. 1 2 3 4 5 6  Blankinship 1994，第94頁.
129. ↑  Darley & Canepa 2018，第367頁.
130. ↑  Hawting 2000，第63頁.
131. 1 2  Duri 1965，第324頁.
132. ↑  Sprengling 1939，第212–213頁.
133. ↑  Wellhausen 1927，第219–220頁.
134. ↑  Hawting 2000，第63–64頁.
135. ↑  Blankinship 1994，第95頁.
136. 1 2  Sprengling 1939，第193–195頁.
137. 1 2  Robinson 2005，第68頁.
138. ↑  Athamina 1998，第371頁.
139. ↑  Elad 2016，第331頁.
140. 1 2  Blankinship 1994，第236頁.
141. ↑  Kennedy 2001，第30頁.
142. ↑  Elad 1999，第24, 44頁.
143. ↑  Johns 2003，第424–426頁.
144. ↑  Elad 1999，第45頁.
145. 1 2  Johns 2003，第416頁.
146. 1 2 3 4 5 6  Grabar 1986，第299頁.
147. 1 2 3  Johns 2003，第425–426頁.
148. 1 2 3  Hawting 2000，第60頁.
149. ↑  Tillier, Mathieu. ‘Abd al-Malik, Muḥammad et le Jugement dernier : le dôme du Rocher comme expression d’une orthodoxie islamique, inLes vivants et les morts dans les sociétés médiévales. Actes du XLVIIIe Congrès de la SHMESP (Jérusalem, 2017), Éditions de la Sorbonne, Paris, 2018, p. 341-365. https://books.openedition.org/psorbonne/53878 （页面存档备份，存于）
150. 1 2  Bacharach 1996，第28頁.
151. ↑  Elad 1999，第47頁.
152. ↑  Elad 1999，第25–26頁.
153. ↑  Mango & Scott 1997，510页注释5.
154. 1 2  Wellhausen 1927，第223頁.
155. ↑  Kennedy 2002，第127頁.
156. ↑  Dixon 1971，第198頁.
157. 1 2  Robinson 2005，第124頁.
158. ↑  Wellhausen 1927，第221–222頁.
159. ↑  Bacharach 1996，第30頁.
160. ↑  Wellhausen 1927，第167, 222頁.
161. 1 2  Ahmed 2010，第118頁.
162. 1 2 3 4 5 6 7 8 9 10  Hinds 1990，第118頁.
163. ↑  Blankinship 1989，第1–2頁.
164. ↑  Hinds 1991，第140頁.
165. ↑  Ahmed 2010，第116頁.
166. ↑  Ahmed 2010，116页注释613.
167. ↑  Ahmed 2010，160页注释858.
168. ↑  Ahmed 2010，第128頁.
169. ↑  Madelung 1992，第247, 260頁.
170. ↑  Chowdhry 1972，第155頁.
171. 1 2 3  Kennedy 2016，第96頁.
172. 1 2 3  Bacharach 1996，第38頁.

## 延伸阅读
- Clarke, Nicola. . Nicholson, Oliver  (编). . Oxford: Oxford University Press: 3–4. 2018. ISBN 978-0-19-866277-8.
- Pezeshk, Manouchehr; Negahban, Farzin; Miller, Isabel. . Madelung, Wilferd; Daftary, Farhad  (编). . Brill Online. 2008. ISSN 1875-9831.

| 阿卜杜勒-马利克 倭马亚王朝出生于：644或647年逝世於：705年10月9日 | 阿卜杜勒-马利克 倭马亚王朝出生于：644或647年逝世於：705年10月9日 | 阿卜杜勒-马利克 倭马亚王朝出生于：644或647年逝世於：705年10月9日 |
| 伊斯蘭教遜尼派頭銜                                               | 伊斯蘭教遜尼派頭銜                                               | 伊斯蘭教遜尼派頭銜                                               |
| ---------------------------------------------------------------- | ---------------------------------------------------------------- | ---------------------------------------------------------------- |
| 前任者： 麦尔万一世                                              | 伊斯蘭教第九代哈里發 685年4月12日 – 705年10月9日                 | 繼任者： 韦立德一世                                              |